# Eulecanium cerasorum
Eulecanium cerasorum är en insektsart som först beskrevs av Cockerell 1900.  Eulecanium cerasorum ingår i släktet Eulecanium och familjen skålsköldlöss. Inga underarter finns listade i Catalogue of Life.

## Bildgalleri

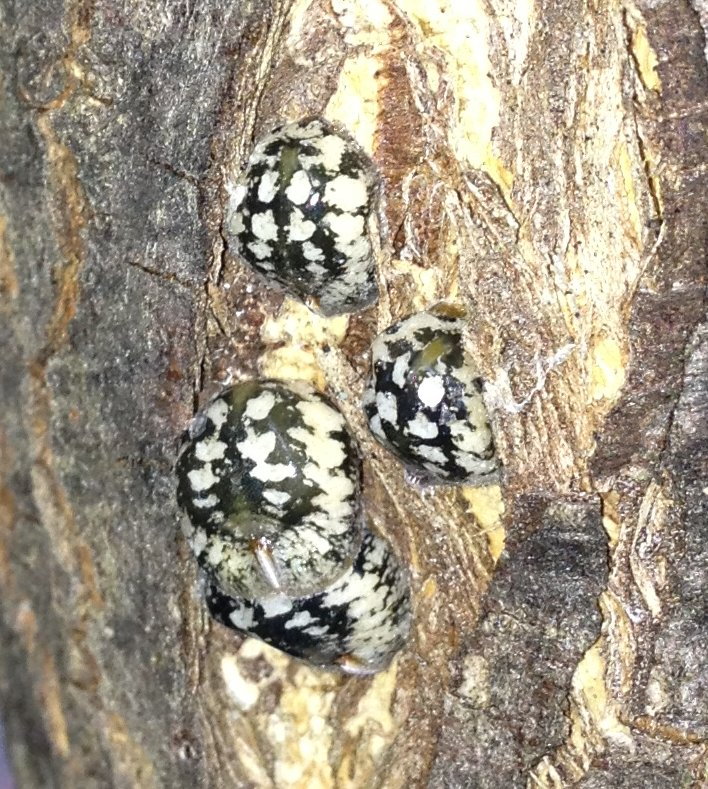